# It's Hard out Here for a Pimp
It's Hard out Here for a Pimp è un brano musicale del gruppo hip hop statunitense Three 6 Mafia, pubblicato nel 2005 come tema del film Hustle & Flow - Il colore della musica.
La canzone è stata scritta da DJ Paul, Juicy J e Cedric Coleman.
Nell'ambito dei Premi Oscar 2006 il brano si è aggiudicato l'Oscar alla migliore canzone.